# Сарпанг
Сарпанг (дзонг-кэ གསར་སྤང་ར, вайли gsar spang, лат. Sarbhang) — город в Бутане на границе с Индией, административный центр дзонгхага Сарпанг.
C севера в Сарпанг ведёт дорога из Пунакха через Вангди-Пходранг и Дампху. Другая дорога проходит вдоль границы на восток и соединяет Сарпанг с самым крупным городом дзонгхага — Гелепху. До аэропорта Паро приблизительно 100 км. В июне 2011 года планировалось открытие аэропорта Гелепху для местных перевозок.
Население города составляет 2619 человек (по переписи 2005 г.), а по оценке 2012 года — 2966 человек.